# Brachystephanus occidentalis
Brachystephanus occidentalis är en akantusväxtart som beskrevs av Gustav Lindau. Brachystephanus occidentalis ingår i släktet Brachystephanus och familjen akantusväxter. Inga underarter finns listade i Catalogue of Life.